# Kalash Criminel
Ne doit pas être confondu avec Kalash (chanteur).
Kalash Criminel, nom de scène d’Amira Kiziamina, est un rappeur et parolier congolais actif en France, né le 14 février 1995 à Kinshasa (Zaïre, actuellement République démocratique du Congo). Il est signé sur le label Def Jam du 20 juillet 2016 jusqu'au lancement de son propre label discographique, Sale Sonorité Records, au mois de septembre 2018.

## Biographie

### Jeunesse
Amira Kiziamina naît au Zaïre, actuelle République démocratique du Congo, le 14 février 1995. Il naît albinos. Il passe les premières années de sa vie à Kinshasa avant de partir pour la France afin de fuir la Première guerre du Congo. Il s'installe alors avec sa famille dans le quartier de Rougemont, à Sevran.

### Carrière
Il commence à rapper dans sa jeunesse, d'abord au sein du groupe Hall 14 avec les rappeurs Daystiil, Kifa, Krimo JS et Zino. Le groupe est plus tard intégré au label 10/12 Records. En 2012, ils publient un premier morceau, intitulé Traumatiser, qui vient concrétiser leur travail. Kalash Criminel tire ses inspirations de rappeurs américains tels que Lil Scrappy ou encore de rappeurs français tels que Despo Rutti, Seth Gueko, Dosseh, Niro, Escobar Macson et Kaaris. En 2015, il se fait connaître auprès du public hip-hop en étant invité dans l'émission Planète Rap par Kaaris. Il entame ensuite une carrière solo à travers plusieurs freestyles et collaborations.
Le 20 juillet 2016, il annonce sa signature sur le label Def Jam France, et sort le morceau Arrêt du cœur avec Kaaris. Le 28 octobre 2016, il sort sa première mixtape, intitulée R.A.S. Cette mixtape s'écoule à 2 970 exemplaires vendus lors de sa première semaine d'exploitation. Le 19 mai 2017, le rappeur sort sa deuxième mixtape intitulée Oyoki, dont le titre serait une expression signifiant « T'as compris » en lingala, langue d'Afrique centrale.
Le 17 septembre 2018, il lance son propre label discographique, Sale Sonorité Records. Le 23 novembre 2018, il sort son premier album studio, La Fosse aux lions, sous son propre label Sale sonorité Records. Il est certifié disque d'or en France par le SNEP avec plus de 50 000 ventes.
Sélection naturelle, son deuxième album studio sort le 20 novembre 2020 et accueille de grands noms actuels du rap francophone : Nekfeu, Damso, JuL, Niska, Bigflo et Oli ainsi que 26Keuss, nouvelle recrue signée sur son label Sale Sonorité Records.
Le 28 janvier 2022, il sort un album commun avec Kaaris, un autre rappeur de Sevran, intitulé SVR. L'album contient un featuring avec Freeze Corleone. Plus tard, il sort son troisième album studio, Bon courage, le 23 février 2024. Avec quatre featurings Josman, Freeze Corleone, La Fève et le rappeur américain Bobby Shmurda.

### Vie personnelle
Il annonce la naissance de son premier enfant le 12 juillet 2017

## Discographie

### Singles
- 2015 : 10 12 14 Bureau
- 2016 : Sauvagerie #1
- 2016 : Sauvagerie #2
- 2016 : Arrêt du cœur (feat. Kaaris)
- 2016 : Sale Sonorité
- 2016 : Tu sais où nous trouver
- 2016 : Carré VIP
- 2017 : Euphorie
- 2017 : Enterrez-les
- 2017 : Hood
- 2017 : Mélanger (feat. KeBlack)
- 2017: Piano sombre
- 2017 : Enterrez-les
- 2017 : Ce genre de mec
- 2018 : Roi des sauvages
- 2018 : Tête brûlée
- 2018 : Sombre
- 2018 : Cougar Gang
- 2018 : Encore
- 2018 : La Sacem de Florent Pagny
- 2019 : Fatality
- 2019 : Petit voyou (feat. Douma)
- 2019 : Sauvagerie #3
- 2020 : Pronostic
- 2020 : Dans tous les sens
- 2020 : Écrasement de tête
- 2020 : Peur de personne
- 2020 : J'ai quitté (feat. Hornet La Frappe et Farsenne)
- 2020 : ADN (extrait du projet Art de rue)
- 2020 : But en or (feat. Damso)
- 2020 : Turn Up (feat. Nekfeu)
- 2020 : Tu paniques (feat. Niska)
- 2020 : Moments (feat. Bigflo et Oli)
- 2020 : pistons vs pacers (feat. Alpha Wann)
- 2021 : La main
- 2021 : Street Fight (feat. Tovaritch)
- 2021 : Emotions Masquées (feat. Georgio)
- 2021 : Josky
- 2021 : SE WIRE (feat. DA Uzi et Zefor)
- 2021 : Violence (feat. Douma)
- 2021 : Afflelou (feat. DA Uzi et Nahir)
- 2021 : Tchalla (feat. Kaaris)
- 2022 : Tu dois des sous (feat. Kaaris)
- 2022 : Apocalypse (feat. Kaaris et Freeze Corleone)
- 2022 : Baby Baby (feat. Douma Kalash)
- 2022 : VVS (feat. Naps)
- 2022 : Jungle Urbaine (feat. Douma Kalash)
- 2023 : This is oim
- 2023 : Zénith

### Apparitions
- 2014 : Freestyle 3Frap (avec Hall 14)
- 2015 : Sauvage (avec Hall 14)
- 2016 : Zoulou Bang - Ixzo  (sur l'album L'ennemi)
- 2016 : 93 Empire - Sofiane (sur la mixtape #JesuispasséchezSo)
- 2016 : Musique nègre - Kery James avec Lino et Youssoupha [Apparition clip]
- 2016 : 4Matic - Kaaris (sur l'album Okou Gnakouri)
- 2017 : Cagoulé - Jul (sur l'album Je ne me vois pas briller)
- 2017 : Dress Code - Black M (sur la réédition de l'album Éternel Insatisfait)
- 2017 : Terrain glissant - Hornet La Frappe (sur la mixtape Nous-mêmes)
- 2017 : Bling Bling - Kaaris avec Sofiane (sur l'album Dozo)
- 2018 : Woah - Sofiane, Vald, Mac Tyer, Soolking, Sadek et Heuss l'Enfoiré (sur la compilation 93 Empire)
- 2018 : La maille - Rémy, Hornet La Frappe (sur la compilation 93 Empire)
- 2018 : PDM - Kery James (sur l'album J'rap encore)
- 2018 : Tout le monde sait - GS Clan, BRVBUS et Kosi (sur la compilation 93 Empire)
- 2018 : 93 Empire Remix - Sofiane, Boozoo Bakhaw, Goulag, Mansly, Benzo (sur la compilation 93 Empire)
- 2019 : Weiß maskiert - Luciano
- 2019 : Hey Mama - Benab (sur l'album Dracarys)
- 2019 : Comme si j'avais mille ans - Madame Monsieur (sur l'album Tandem)
- 2019 : Red - Lrk
- 2019 : Patek - Alkpote (sur l'album Monument)
- 2019 : Polémique - Kalash (sur l'album Diamond)
- 2020 : La noche - Hornet La Frappe (sur l'album Ma Ruche)
- 2020 : Braquage à l'africaine, pt. 5 - Sazamyzy et Freeze Corleone
- 2020 : Ne reviens pas - Hiro (sur l'album Erratum (Deluxe Edition)
- 2020 : Shooters - Mac Tyer (sur l'EP Noir)
- 2020 : Pistons vs Pacers - Alpha Wann (sur la mixtape Don Dada Mixtape Vol.1)
- 2021 : Claire Chazal - a2z (sur l'album Baby Mafia)
- 2021 : Street Fight - Tovaritch (sur l'album Sovietskiy)
- 2021 : G.O.P - James the Prophet (sur l'album Unimaginable Storms)
- 2021 : Gang - Lefa (sur l'album D M N R)
- 2021 : Perroquet - Sadek (sur l'album Aimons-nous vivants)
- 2021 : Emotions masquées - Georgio (sur l'album Sacré)
- 2022 : VVS - Naps, Kaaris (sur l'album La TN (Team Naps))
- 2022 : Baby Baby - Douma (sur l'album Acquitté)
- 2022 : Jungle urbaine - Douma (sur l'album Acquitté)
- 2022 : Cendrillon - Douma (sur l'album Acquitté)
- 2022 : Petit Voyou - Douma (sur l'album Acquitté)
- 2022 : Nga na s'ani - MPR (sur l'album Sese Seko)
- 2022 : 243 (North Slice Freestyle #5) - JNR Slice
- 2023 : Guitare triste - Sicario78
- 2023 : Désolé - Jala Brat (sur l'album GoodFellas)
- 2023 : IDEM - Lutin
- 2023 : La cosa - ISK (sur l'album LDLG (L'art de la guerre))
- 2023 : Crapules - Nyda & Douma (sur l'album Acte II : Le loup dans la bergerie)
- 2024 : Limbisa ngai - Damso (sur l'album J'AI MENTI)
- 2025 : Gerard Piqué - Haaland936